# K-1選手一覧
K-1選手一覧（ケイワンせんしゅいちらん）は、立ち技格闘技イベント「K-1」に出場した選手の一覧。「K-1 ROMANEX」、「HERO'S」、「DREAM」、「Dynamite!!」など総合格闘技ルールのみの選手は含めない。2014年以降のK-1実行委員会主催大会出場選手はすべてK-1実行委員会主催の方に分類。

## ケイ・ワン→FEG→K-1 Global Holdings Limited主催

### K-1 WORLD GP（旧）、K-1 JAPAN
- アーサー・ウィリアムス（ アメリカ合衆国）
- アーネスト・ホースト（ オランダ）
- アイヴァン・サラヴェリー（ カナダ）
- 曙（ 日本）
- アジス・カトゥー（ ベルギー）
- アジス・ヤヤ（ モロッコ）
- アゼム・マクスタイ（ スイス）
- アダム・ワット（ オーストラリア）
- アティラ・カラチ（ ハンガリー）
- 後川聡之（ 日本）
- 天田ヒロミ（ 日本）
- アリエル・マストフ（ イスラエル）
- アリスター・オーフレイム（ オランダ）
- アレキサンダー・ピチュクノフ（ ロシア）
- アレクサンダー・ウスティノフ（ ロシア）
- アレクセイ・イグナショフ（ ベラルーシ）
- アレクセイ・クジン（ ベラルーシ）
- アレックス・ロバーツ（ アメリカ合衆国）
- 安生洋二（ 日本）
- アンディ・フグ（ スイス）
- アントニー・ハードンク（ オランダ）
- アンドリュー・トムソン（ 南アフリカ共和国）
- イオヌット・イフティモアイエ（ ルーマニア）
- イゴール・ボブチャンチン（ ウクライナ）
- イゴール・ユルコビッチ（ クロアチア）
- イスマエル・ロント（ スリナム）
- 伊藤隆（ 日本）
- 井上由久（ 日本）
- イ・ミョンジュ（ 韓国）
- イワン・ヒポリット（ オランダ）
- ヴァーノン"タイガー"ホワイト（ アメリカ合衆国）
- ヴィタリ・オフラメンコ（ ベラルーシ）
- ヴィトー・ミランダ（ ブラジル）
- ウェスリィ"キャベツ"コレイラ（ アメリカ合衆国）
- ヴォルク・アターエフ（ ロシア）
- 内田ノボル（ 日本）
- エヴェルトン・テイシェイラ（ ブラジル）
- エヴジェニー・オルロフ（ ロシア）
- 榎田洸之（ 日本）
- エベンゼール・フォンテス・ブラガ（ ブラジル）
- 大石亨（ 日本）
- 岡本依子（ 日本）
- カークウッド・ウォーカー（ イギリス）
- カーター・ウィリアムス（ アメリカ合衆国）
- カーチス・シュースター（ アメリカ合衆国）
- カール・グリシンスキー（ ドイツ）
- カーロス・バヘット（ ブラジル）
- ガオグライ・ゲーンノラシン（ タイ）
- 角田信朗（ 日本）
- 春日俊彰（ 日本）
- 片岡亮（ 日本）
- カタリン・モロサヌ（ ルーマニア）
- 神風杏子（ 日本）
- キム・ギョンソック（ 韓国）
- キム・ドンウック（ 韓国）
- キム・ミンス（ 韓国）
- キム・ヨンヒョン（ 韓国）
- キモ（ アメリカ合衆国）
- ギルバート・アイブル（ オランダ）
- 金泰泳（ 日本）
- ギンティ・ブレーダ（ スリナム）
- クイントン"ランペイジ"ジャクソン（ アメリカ合衆国）
- グーカン・サキ（ トルコ）
- グラウベ・フェイトーザ（ ブラジル）
- クリフ"ツインタイソン"コーザー（ アメリカ合衆国）
- グレート草津（ 日本）
- グレゴリー・トニー（ フランス）
- 黒澤浩樹（ 日本）
- ゲーリー・グッドリッジ（ トリニダード・トバゴ）
- ゲガール・ムサシ（ オランダ）
- 謙吾（ 日本）
- ゴーラン・ラドニッチ（ モンテネグロ）
- 子安慎悟（ 日本）
- ゴルダン・ユキッチ（ クロアチア）
- コンスタンティン・グルホフ（ ラトビア）
- 佐竹雅昭（ 日本）
- 佐藤堅一（ 日本）
- 佐藤匠（ 日本）
- ザビット・サメドフ（ ベラルーシ）
- ザ・プレデター（ アメリカ合衆国）
- サミール・ベナゾーズ（ モロッコ）
- サム・グレコ（ オーストラリア）
- 澤屋敷純一（ 日本）
- シーク・コンゴ（ フランス）
- ジェイソン・サティー（ ニュージーランド）
- ジェームズ・フィリップス（ ドイツ）
- ジェームズ・ワーリング（ アメリカ合衆国）
- ジェラルド・ゴルドー（ オランダ）
- ジェレル・ヴェネチアン（ オランダ）
- 清水賢吾（ 日本）
- ジム・ミューレン（ アメリカ合衆国）
- シャノン"ザ・キャノン"リッチ（ アメリカ合衆国）
- シャノン・ブリッグス（ アメリカ合衆国）
- ジャバット・ポトラック（ ボスニア・ヘルツェゴビナ）
- ジャビット・バイラミ（ スイス）
- ジャマル・カスモフ（ ロシア）
- ジャン＝クロード・リビエール（ アメリカ合衆国）
- 張慶軍（ 中国）
- ジュリアス・ロング（ アメリカ合衆国）
- ジョー・サン（ アメリカ合衆国）
- ジョージ“ザ・アイアンライオン”（ オーストラリア）
- ジョージ・ランドルフ（ アメリカ合衆国）
- ショーン・オヘア（ アメリカ合衆国）
- ジョシー・デンプシー（ アメリカ合衆国）
- シリル・アビディ（ フランス）
- シリル・ディアバテ（ フランス）
- シング・心・ジャディブ（ インド）
- 鈴木政司（ 日本）
- スタン・ザ・マン（ オーストラリア）
- ステファン"ブリッツ"レコ（ ドイツ）
- スレン・カラヤン（ アルメニア）
- セーム・シュルト（ オランダ）
- セス・ペトルゼリ（ アメリカ合衆国）
- セバスチャン・チオバヌ（ ルーマニア）
- セルゲイ・イバノビッチ（ ベラルーシ）
- セルゲイ・グール（ ベラルーシ）
- セルゲイ・ハリトーノフ（ ロシア）
- セルゲイ・マトキン（ ロシア）
- セルゲイ・ラシェンコ（ ウクライナ）
- 戦闘竜（ アメリカ合衆国）
- 平直行（ 日本）
- タイロン・スポーン（ スリナム）
- 高森啓吾（ 日本）
- 瀧川リョウ（ 日本）
- ダグ・ヴィニー（ ニュージーランド）
- タケル（ 日本）
- 立川隆史（ 日本）
- ダニエル・ギタ（ ルーマニア）
- ダニエル・サプロション（ エストニア）
- チェ・ホンマン（ 韓国）
- チャド・バノン（ アメリカ合衆国）
- チャンプア・ゲッソンリット（ タイ）
- 土屋ジョー（ 日本）
- ティボール・ナチ（ ハンガリー）
- デール・ウェスターマン（ オーストラリア）
- テオドール・サリエフ（ カザフスタン）
- デニス・カーン（ 韓国）
- デビット・ウィルソン（ ジンバブエ）
- デューウィー・クーパー（ アメリカ合衆国）
- トスカ・ザ・キング・オブ・スティング（ オーストラリア）
- トド"ハリウッド"ヘイズ（ アメリカ合衆国）
- トピ・ヘリン（ フィンランド）
- ドマジョフ・オスタジック（ クロアチア）
- 富平辰文（ 日本）
- トム・エリクソン（ アメリカ合衆国）
- トム・ハワード（ アメリカ合衆国）
- ドラガン・ヨバノビッチ（ セルビア）
- ドルゴルスレン・スミヤバザル（ モンゴル）
- ドン・フライ（ アメリカ合衆国）
- ナオフォール“アイアン・レッグ”（ フランス）
- 長井満也（ 日本）
- 中尾芳広（ 日本）
- 中迫強（ 日本）
- 中西学（ 日本）
- 中村和裕（ 日本）
- ニコラ・ヴェルモン（ フランス）
- ニコラス・ペタス（ デンマーク）
- ニコラ・ディムコフスキー（ セルビア）
- 西島洋介（ 日本）
- 西田和嗣（ 日本）
- ネイサン・ブリッグス（ オーストラリア）
- 野地竜太（ 日本）
- 野田貢（ 日本）
- ノブ・ハヤシ（ 日本）
- パヴェル・マイヤー（ チェコ）
- パク・ヨンス（ 韓国）
- バタービーン（ アメリカ合衆国）
- バダ・ハリ（ モロッコ）
- パトリス・カルテロン（ フランス）
- パトリック・スミス（ アメリカ合衆国）
- パトリック・バリー（ アメリカ合衆国）
- パベル・ズラフリオフ（ ウクライナ）
- ハリー・ホーフト（ オランダ）
- ハリッド"ディ・ファウスト"（ ドイツ）
- バンダー・マーブ（ 南アフリカ共和国）
- ピア・ゲネット（ カナダ）
- ピーター・アーツ（ オランダ）
- ピーター・グラハム（ オーストラリア）
- ピーター・ボンドラチェック（ チェコ）
- ピーター・マエストロビッチ（ スイス）
- ビヨン・ブレギー（ スイス）
- FABIANO（ ブラジル）
- 藤本祐介（ 日本）
- ブライアン・ダウヴィス（ オランダ）
- フランク・シャムロック（ アメリカ合衆国）
- ブランコ・シカティック（ クロアチア）
- フランシスコ・フィリォ（ ブラジル）
- フランソワ・ボタ（ 南アフリカ共和国）
- ブリース・ギドン（ フランス）
- ブレクト・ウォリス（ ベルギー）
- フレディ・ケマイヨ（ フランス）
- ヘスディ・カラケス（ エジプト）
- ペドロ・ヒーゾ（ ブラジル）
- ベルナール・アッカ（ コートジボワール）
- ペレ・リード（ イギリス）
- ベン・エドワーズ（ オーストラリア）
- ベンカダ・ボウジアン（ アルジェリア）
- ヘンリクエス・ゾワ（ アンゴラ）
- ポール・スロウィンスキー（ オーストラリア）
- ボビー・オロゴン（ ナイジェリア）
- ボブ・サップ（ アメリカ合衆国）
- 堀啓（ 日本）
- 本間聡（ 日本）
- マーク・ハント（ ニュージーランド）
- マーティン・ホルム（ スウェーデン）
- マーティン・ロザルスキー（ ポーランド）
- マービン・イーストマン（ アメリカ合衆国）
- マイク・ベルナルド（ 南アフリカ共和国）
- マイケル・トンプソン（ イギリス）
- マイケル・マクドナルド（ カナダ）
- マイティ・モー（ アメリカ合衆国）
- マキシム・ネレドバ（ ウクライナ）
- マゴメド・マゴメドフ（ ロシア）
- マット・スケルトン（ イギリス）
- 松永光弘（ 日本）
- 港太郎（ 日本）
- 宮本正明（ 日本）
- ミルコ・クロコップ（ クロアチア）
- 武蔵（ 日本）
- ムハレム・ジョケイ（ アルバニア）
- 村上竜司（ 日本）
- ムラッド・サリ（ フランス）
- ムラッド・ボウジディ（ オランダ）
- メルヴィン・マヌーフ（ オランダ）
- モーリス・スミス（ アメリカ合衆国）
- モハメド・アリ（ アルジェリア）
- 百瀬竜徳（ 日本）
- モンターニャ・シウバ（ ブラジル）
- 柳澤龍志（ 日本）
- ヤン"ザ・ジャイアント"ノルキヤ（ 南アフリカ共和国）
- ヤン・ソウクップ（ チェコ）
- 悠羽輝（ 日本）
- ユルゲン・クルト（ スウェーデン）
- 吉鷹弘（ 日本）
- 吉野弘幸（ 日本）
- ラウル・カティナス（ ルーマニア）
- ラマザン・ラマザノフ（ ロシア）
- ラリー・リンドウォール（ スウェーデン）
- ランディ・キム（ 韓国）
- ランバー・ソムデートM16（ タイ）
- リー・ハスデル（ イギリス）
- リカルド・ノードストランド（ スウェーデン）
- リコ・ヴァーホーベン（ オランダ）
- リック・ルーファス（ アメリカ合衆国）
- ルーカス・ヤロス（ ポーランド）
- ルシア・ライカ（ オランダ）
- ルスラン・アヴァソフ（ キルギス）
- ルスラン・カラエフ（ ロシア）
- レイ・セフォー（ ニュージーランド）
- レイ・マーサー（ アメリカ合衆国）
- レネ・ローゼ（ オランダ）
- レミー・ボンヤスキー（ オランダ）
- ロイド・ヴァン・ダム（ オランダ）
- ロニー・セフォー（ ニュージーランド）
- ロブ・カーマン（ オランダ）
- ロマン・クレイブル（ チェコ）
- 若翔洋（ 日本）

### K-1 WORLD MAX
- アースラン・マゴメドフ（ ロシア）
- 麻原将平（ 日本）
- 阿部裕幸（ 日本）
- アリ・グンヤー（ トルコ）
- アルトゥール・キシェンコ（ ウクライナ）
- アルバート・クラウス（ オランダ）
- アルビアール・リマ（ カーボベルデ）
- アンディ・オロゴン（ ナイジェリア）
- アンディ・サワー（ オランダ）
- アンディ・リスティ（ スリナム）
- アンドレ・ジダ（ ブラジル）
- イアン・シャファー（ オーストラリア）
- 池本誠知（ 日本）
- 石川直生（ 日本）
- イ・スファン（ 韓国）
- イム・チビン（ 韓国）
- ヴァージル・カラコダ（ 南アフリカ共和国）
- ヴィタリ・ウルコフ（ ベラルーシ）
- ウィリアム・ディンダー（ オランダ）
- 上松大輔（ 日本）
- 上山龍紀（ 日本）
- ウォーレン・スティーブルマンズ（ 南アフリカ共和国）
- 大石駿介（ 日本）
- 大月晴明（ 日本）
- 大野崇（ 日本）
- 大東旭（ 日本）
- オーレ・ローセン（ デンマーク）
- 大渡博之（ 日本）
- 緒形健一（ 日本）
- 尾崎圭司（ 日本）
- ガオラン・カウイチット（ タイ）
- 梶原龍児（ 日本）
- カマル・エル・アムラーニ（ ドイツ）
- 我龍真吾（ 日本）
- 川尻達也（ 日本）
- キコ・ロペス（ アメリカ合衆国）
- 北山高与志（ 日本）
- 木浪利幸（ 日本）
- キム・ジョンマン（ 韓国）
- クリス・ナギンビ（ コンゴ民主共和国）
- クリス・ファン・ベンローイ（ オランダ）
- 健太（ 日本）
- 小次郎（ 日本）
- 後藤龍治（ 日本）
- 小比類巻太信（ 日本）
- 小宮由紀博（ 日本）
- サトルヴァシコバ（ 日本）
- 寒川慶一（ 日本）
- 寒川直喜（ 日本）
- サム・スタウト（ カナダ）
- サロ・プレスティ（ イタリア）
- J.Z.カルバン（ ブラジル）
- シェイン・チャップマン（ ニュージーランド）
- 宍戸大樹（ 日本）
- 嶋田翔太（ 日本）
- 清水貴彦（ 日本）
- ジャダンバ・ナラントンガラグ（ モンゴル）
- シャヒッド（ モロッコ）
- シャミール・ガイダルベコフ（ ロシア）
- ジョーダン・タイ（ ニュージーランド）
- ジョムホート・キアタディサック（ タイ）
- ジョルジオ・ペトロシアン（ イタリア）
- ジョン・ウェイン・パー（ オーストラリア）
- シリモンコン・シンワンチャー（ タイ）
- シン・ノッパデッソーン（ タイ）
- 鈴木悟（ 日本）
- 須藤元気（ 日本）
- セルカン・イルマッツ（ トルコ）
- セルゲイ・ゴリアエフ（ ロシア）
- 大宮司進（ 日本）
- 武田幸三（ 日本）
- TATSUJI（ 日本）
- ダニエル・ドーソン（ オーストラリア）
- タヒール・メンチチ（ コソボ）
- ダリウス・スクリアウディス（ リトアニア）
- チ・インジン（ 韓国）
- チェ・ヨンス（ 韓国）
- チョン・ジェヒ（ 韓国）
- ツグト"忍"アマラ（ モンゴル）
- DJ.taiki（ 日本）
- DAVID（ アメリカ合衆国）
- デニス・シュナイドミラー（ ドイツ）
- 土井広之（ 日本）
- ドゥエイン・ラドウィック（ アメリカ合衆国）
- トニー・バレント（ アメリカ合衆国）
- TOMO（ 日本）
- ドラゴ（ アルメニア）
- 巨輝（ 日本）
- 長島☆自演乙☆雄一郎（ 日本）
- 名城裕司（ 日本）
- ニキー"ザ・ナチュラル"ホルツケン（ オランダ）
- 西浦"ウィッキー"聡生（ 日本）
- 西山誠人（ 日本）
- 新田明臣（ 日本）
- ノ・ジェギル（ 韓国）
- 白虎（ 日本）
- HAYATO（ 日本）
- ビンス・フィリップス（ アメリカ合衆国）
- ファイヤー原田（ 日本）
- ファディル・シャバリ（ オランダ）
- ブラックマンバ（ インド）
- ペトロ・ナコネッチニィ（ ウクライナ）
- 朴光哲（ 日本）
- ホセ・レイス（ ポルトガル）
- マーセル・グローエンハート（ オランダ）
- マイク・ザンビディス（ ギリシャ）
- マイケル・ラーマ（ アメリカ合衆国）
- 前田憲作（ 日本）
- 前田宏行（ 日本）
- マグナム酒井（ 日本）
- 魔裟斗（ 日本）
- 松本哉朗（ 日本）
- 松本芳道（ 日本）
- マルコ・ピケ（ スリナム）
- マルフィオ・カノレッティ（ ブラジル）
- 蜜山剛三（ 日本）
- ミハウ・グロガフスキー（ ポーランド）
- 宮田和幸（ 日本）
- ムラット・ディレッキー（ トルコ）
- 村浜TAKE HERO（ 日本）
- モハメド・カマル（ モロッコ）
- 森田崇文（ 日本）
- 安廣一哉（ 日本）
- 山本篤（ 日本）
- 山本"KID"徳郁（ 日本）
- 裕樹（ 日本）
- ユーリ・メス（ オランダ）
- ヨードセングライ・フェアテックス（ タイ）
- 横山剛（ 日本）
- 横山伸吾（ 日本）
- 吉本光志（ 日本）
- ライアン・シムソン（ オランダ）
- ラモン・デッカー（ オランダ）
- リーロイ・ケスナー（ オランダ）
- 龍二（ 日本）
- レミギウス・モリカビュチス（ リトアニア）
- ロビン・ファン・ロスマレン（ オランダ）
- ワシリー・シシ（ ベラルーシ）
- 渡辺一久（ 日本）
- 渡辺理想（ 日本）

### K-1 WORLD YOUTH
- 藤鬥嘩裟（ 日本）
- ロイ・タン（ オランダ）

## K-1実行委員会主催
- 愛鷹亮（ 日本）
- AKIRA Jr（ フィリピン）
- アクラム・ハミディ（ フランス）
- 朝久泰央（ 日本）
- 朝久裕貴（ 日本）
- 芦澤竜誠（ 日本）
- ANIMAL☆KOJI（ 日本）
- 寧仁太・アリ（ ガーナ）
- アビラル・ヒマラヤン・チーター（ ネパール）
- アブネル・フェレイラ（ ブラジル）
- アマンシオ・パラスキフ（ ルーマニア）
- アリエル・マチャド（ ブラジル）
- アレクサンダー・プリリップ（ ロシア）
- アレクサンドル・アマリティ（ ルーマニア）
- アンデルソン・ブラドック（ ブラジル）
- アントニア・プリフティ（ ギリシャ）
- アントニオ・プラチバット（ クロアチア）
- 安保璃紅（ 日本）
- 安保瑠輝也（ 日本）
- イヴァン・バルテク（ スロバキア）
- イオヌット・ポパ（ ルーマニア）
- 池田幸司（ 日本）
- 石井慧（ クロアチア）
- 石田勝希（ 日本）
- 稲垣柊（ 日本）
- 稲垣澪（ 日本）
- イブラヒム・エル・ボウニ（ モロッコ）
- イリアス・ブライド（ モロッコ）
- 岩下雅大（ 日本）
- ヴァレンティン・ポルディアヌ（ ルーマニア）
- ヴィクトル・アキモフ（ ロシア）
- ヴィトー・トファネリ（ ブラジル）
- ヴィニシウス・ディオニツィオ（ ブラジル）
- ヴィンセント・フォシアーニ（ ドイツ）
- ウェイ・ルイ（ 中国）
- 上田幹雄（ 日本）
- 上原誠（ 日本）
- 内山政人（ 日本）
- 卜部功也（ 日本）
- 卜部弘嵩（ 日本）
- 江川優生（ 日本）
- エリアス・マムーディ（ フランス）
- エリヴァン・バルト（ トルコ）
- エロール・ジマーマン（ オランダ）
- オウヤン・フェン（ 中国）
- 大岩龍矢（ 日本）
- 大久保琉唯（ 日本）
- 大沢文也（ 日本）
- 大野祐志郎（ 日本）
- 小澤海斗（ 日本）
- カスペル・ムシンスキ（ ポーランド）
- カディル・イルディリム（ トルコ）
- 加藤久輝（ 日本）
- KANA（ 日本）
- 金子晃大（ 日本）
- カリム・ベノーイ（ フランス）
- 川原誠也（ 日本）
- 城戸康裕（ 日本）
- 木村"フィリップ"ミノル（ ブラジル）
- "狂拳"竹内裕二（ 日本）
- 京太郎（ 日本）
- グト・イノセンテ（ ブラジル）
- 國枝悠太（ 日本）
- 久保賢司（ 日本）
- 久保優太（ 日本）
- 玖村修平（ 日本）
- 玖村将史（ 日本）
- クラウディオ・イストラテ（ イタリア）
- クリス・マセーリ（ アメリカ合衆国）
- クリスチャン・スペトゥク（ ルーマニア）
- 黒田斗真（ 日本）
- 軍司泰斗（ 日本）
- ゲーオ・ウィラサクレック（ タイ）
- 皇治（ 日本）
- 郷州征宜（ 日本）
- 壽美（ 日本）
- 小宮山工介（ 日本）
- 近藤魁成（ 日本）
- 近藤拳成（ 日本）
- ゴンナパー・ウィラサクレック（ タイ）
- コンペット・シットサラワットスア（ タイ）
- 才賀紀左衛門（ 日本）
- 西京春馬（ 日本）
- 佐々木洵樹（ 日本）
- 佐々木大蔵（ 日本）
- 佐藤嘉洋（ 日本）
- サニー・ダルベック（ スウェーデン）
- ☆SAHO☆（ 日本）
- サムエレ・プグリエーゼ（ イタリア）
- ジェイミー・ウィーラン（ イギリス）
- ジェロム・レ・バンナ（ フランス）
- シナ・カリミアン（ イラン）
- 篠塚辰樹（ 日本）
- 篠原悠人（ 日本）
- 島野浩太朗（ 日本）
- ジャバル・アスケロフ（ ロシア）
- ジョーダン・ピケオー（ オランダ）
- ジョシュ・トナー（ オーストラリア）
- ジョニー・クレバー（ ブラジル）
- ジョムトーン・ストライカージム（ タイ）
- 白須康仁（ 日本）
- 菅原美優（ 日本）
- 鈴木真彦（ 日本）
- 鈴木万李弥（ 日本）
- スタニスラブ・レニタ（ モルドバ）
- ステファン・ラテスク（ ルーマニア）
- ストーヤン・コプリヴレンスキー（ ブルガリア）
- セルジオ・サンチェス（ スペイン）
- 左右田泰臣（ 日本）
- ゾーラ・アカピャン（ アルメニア）
- 大雅（ 日本）
- 高萩ツトム（ 日本）
- 髙橋直輝（ 日本）
- 瀧谷渉太（ 日本）
- 武居由樹（ 日本）
- 武尊（ 日本）
- タナンチャイ・シッソンビーノン（ タイ）
- ダニエル・ウィリアムス（ オーストラリア）
- ダニエル・ピュータス（ スペイン）
- 谷山俊樹（ 日本）
- ダニロ・トシッチ（ ボスニア・ヘルツェゴビナ）
- タラス・ナチュック（ ウクライナ）
- ダリル・フェルドンク（ オランダ）
- チャールズ・ボンジョバーニ（ フランス）
- チンギス・アラゾフ（ ベラルーシ）
- 椿原龍矢（ 日本）
- ティアン・ターザン（ オランダ）
- 出貝泰佑（ 日本）
- TETSU（ 日本）
- デニス・ピューリック（ カナダ）
- 寺戸伸近（ 日本）
- デング・シルバ（ ブラジル）
- トーマス・ハロン（ チェコ）
- 戸邊隆馬（ 日本）
- 中澤純（ 日本）
- 中島弘貴（ 日本）
- 中島玲（ 日本）
- 新美貴士（ 日本）
- ニダル・ブチリ（ モロッコ）
- 野杁正明（ 日本）
- 野田蒼（ 日本）
- ハキム・ハメッシュ（ アルジェリア）
- 橋本雷汰（ 日本）
- パスカル・シュロス（ ドイツ）
- 蓮實光（ 日本）
- バダウィ・アリ（ スイス）
- ハッサン・トイ（ トルコ）
- ハビエル・エルナンデス（ スペイン）
- 林健太（ 日本）
- バレンティン・マヴロディン（ ルーマニア）
- ぱんちゃん璃奈（ 日本）
- ビクトー・サラビア（ アメリカ合衆国）
- 日菜太（ 日本）
- 平本蓮（ 日本）
- 廣野祐（ 日本）
- HIROYA（ 日本）
- ブアカーオ・バンチャメーク（ タイ）
- フェン・ルイ（ 中国）
- 不可思（ 日本）
- ブバッカ・エル・バクーリ（ モロッコ）
- 古田太一（ 日本）
- フローリン・イヴァノアイエ（ ルーマニア）
- 星龍之介（ 日本）
- マーセル・アデイエミ（ ナイジェリア）
- マイケル・"トマホーク"・トンプソン（ オーストラリア）
- 牧野智昭（ 日本）
- マサロ・グランダー（ オランダ）
- 松岡力（ 日本）
- 松倉信太郎（ 日本）
- 松谷綺（ 日本）
- マッティア・ファラオーニ（ イタリア）
- マハムード・サッタリ（ イラン）
- 真優（ 日本）
- マラット・グレゴリアン（ アルメニア）
- マルセル・ホルヴァート（ ハンガリー）
- MIO（ 日本）
- 水町浩（ 日本）
- 峯大樹（ 日本）
- ミハル・トゥリンスキー（ ポーランド）
- 宮﨑小雪（ 日本）
- ミラン・ペイルス（ スロバキア）
- ミロス・ツヴェチカニン（ セルビア）
- ミロスラフ・ヴーヨヴィッチ（ モンテネグロ）
- 村越優汰（ 日本）
- メルシック・バダザリアン（ アルメニア）
- メロニー・ヘウヘス（ オランダ）
- MOE（ 日本）
- モハメド・イスラム（ モロッコ）
- モハン・ドラゴン（ ネパール）
- 山内佑太郎（ 日本）
- 山崎秀晃（ 日本）
- 山田真子（ 日本）
- 大和哲也（ 日本）
- 山本真弘（ 日本）
- 山本優弥（ 日本）
- 佑典（ 日本）
- ユン・チー（ 中国）
- ヨードクンポン・ウィラサクレック（ タイ）
- 横山朋哉（ 日本）
- 与座優貴（ 日本）
- ヨセフィン・ノットソン（ スウェーデン）
- 紗依茄（ 日本）
- ラズ・セルキシアン（ アルメニア）
- リース・ブルーデネル（ イギリス）
- リュウ・ツァー（ 中国）
- ルイ・ボテーリョ（ ポルトガル）
- ルカ・チェケッティ（ イタリア）
- レオナ・ペタス（ 日本）
- レニー・ブラジ（ イタリア）
- ロエル・マナート（ オランダ）
- 和島大海（ 日本）
- ワン・ジュングァン（ 中国）